# Gregory Dexter
Gregory Dexter (Northamptonshire, 1610 – Providence, 23 aprile 1700) è stato un politico statunitense fu governatore coloniale delle città di Providence e Warwick su Rhode Island.
Presente nel New England già nel 1644 quando acquistò i suoi primi cinque acri di terra a Providence, a Londra era stato impiegato in una stamperia e continuò anche in America tale professione, editando una prima stampa dell'importantissima e popolarissima opera di Roger Williams sulla traduzione dei linguaggi dei nativi americani in inglese e viceversa. Messosi al servizio della città di Boston nel 1646, iniziò sempre più a divenire attivo negli affari della colonia di Rhode Island dal 1647. Divenuto commissario per la città di Providence a metà del secolo, divenne presidente delle città combinate di Providence e Warwick, durante gli ultimi anni del governo suddiviso dell'area, dato che le due città vennero riunite al resto della provincia dal suo successore. Di religione Battista, fu promotore di questo credo a Providence divenendo anche pastore della congregazione nel 1669, venendo considerato molto pio, devoto e particolarmente predisposto alla predicazione ed ai sermoni date le sue conoscenze.

## Biografia

### I primi anni

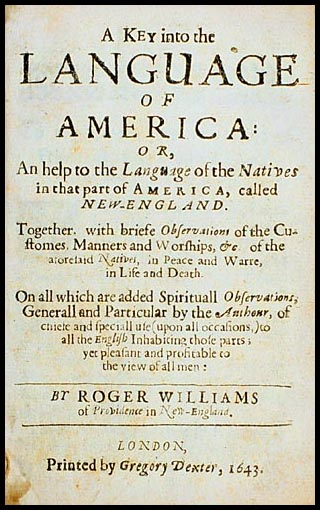
Frontespizio dell'opera di Roger Williams' A Key into the Language of America. Lo stampatore fu Gregory Dexter.

Si pensa che Dexter fosse originario del piccolo villaggio di Old, nel Northamptonshire, in Inghilterra, dove suo padre era stato battezzato nel 1581 e dove continuò a vivere sino alla sua morte. Il giovane Gregory si trasferì ben presto a Londra per apprendere l'arte della stamperia, trascorrendovi in tutto sette anni di attività sino al 18 dicembre 1639 quando venne ammesso alla Gilda degli Stampatori della città. Con la propria attività in proprio, stampò un pamphlet dal titolo "Prelatical Episcopacy" del poeta John Milton il quale a sua volta era in rapporti di corrispondenza col teologo Roger Williams che si trovava nel New England. Su consiglio di quest'ultimo, Dexter decise nel 1644 di trasferirsi nel nuovo mondo ed acquistò i suoi primi cinque acri di terra a Providence dove Williams si trovava e nel luglio del 1640 fu tra coloro che per primi sottoscrissero un atto di governo locale. Questo accordo consentiva di concedere l'autorità a cinque uomini scelti di condurre gli affari del villaggio, lasciando le questioni complesse all'arbitrato del gruppo intero. Fece ritorno in Inghilterra nel 1643 dal momento che in quell'anno stampò un libro di Williams dal titolo A Key into the Language of America (Una chiave al linguaggio dell'America), uno dei primissimi dizionari inglese-nativo americano. Tornò nel New England nel 1644 raggiungendo nuovamente Williams a Providence ed entrando ufficialmente a far parte della chiesa battista locale. Continuò a lavorare come stampatore e nel 1646 ottenne una commissione dalla città di Boston per avviare in quella sede delle operazioni di stamperia.

### Rhode Island
Quando Roger Williams ottenne una patente per la fondazione della colonia di Rhode Island nel 1644, le città di Portsmouth e Newport continuarono ad essere governate separatamente da Providence e Warwick. Nel 1647 la città di Providence elesse Dexter a membro della commissione per organizzare un modo per riunire il governo delle quattro città. L'unificazione venne portata avanti e sotto il nuovo governo Dexter divenne membro della Corte di Giustizia Generale nel 1648. Nel 1651 William Coddington riuscì a farsi nominare governatore di Portsmouth e Newport, lasciando Providence e Warwick con un governo separato per tre anni dal 1651 al 1654. Durante questi anni Dexter fu commissario per Providence e dal 1653 al 1654 presidente dell'unione delle due città di Providence e Warwick.
Uno dei suoi primi atti come amministratore fu quello di ordinare spiegazioni ai suoi due predecessori, John Smith e Samuel Gorton dinnanzi all'Assemblea Generale per i delitti rimasti insoluti durante il termine del loro governatorato. Un altro degli atti di Dexter fu quello di schierarsi apertamente contro i coloni olandesi che egli temeva volessero incendiare l'intero New England e che rappresentavano una continua spina nel fianco per la stabilità dei governi locali. Al termine del proprio mandato, Dexter rinvigorì la chiesa battista locale a Providence e quindici anni più tardi, alla morte del reverendo William Wickenden, divenne pastore della congregazione locale. Nella Royal Charter of 1663, Dexter fu uno dei cittadini nominati a sovrintendere alle operazioni commerciali della colonia per il libero scambio.
Durante la Guerra di Re Filippo, dal 1675 al 1677, Dexter fu a Long Island, chiamato dall'assemblea generale delle colonie a far parte di un consiglio di governo per far fronte all'emergenza della guerra.
Morì novantenne a Providence e venne sepolto in quella stessa città, nel North Burial Ground.